# Bourg-d'Oueil
Bourg-d'Oueil (em occitano:  Borg de Guelh) é uma comuna francesa na região administrativa da Occitânia, no departamento do Alto Garona. Estende-se por uma área de 9.52 km², com 5 habitantes, segundo o censo de 2018, com uma densidade de 0.53 hab/km².